# 月闘

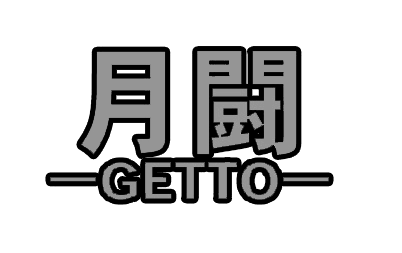

月闘（げっとう）は、シアタープロレス花鳥風月の別ブランドとして開催している格闘技興行。運営はG-TALENT。

## 歴史
2015年1月18日、勝村周一朗のプロデュース大会として王子小劇場で旗揚げ戦を開催。旗揚げ当初は大会名が「シアタープロレス鎌倉花鳥風月」でルール名が「花鳥風月 格闘ファイト（仮）」の名称だった。2月15日、シアター・バビロンの流れのほとりにてで開催した第2回から大会名とルール名を「月闘」に改称。4月18日、シアター・バビロンの流れのほとりにて大会は「花鳥風月総合格闘技 月闘-Getto-」の大会名で開催。
UWFの流れを引き継いだハードヒットとも比較されるが3カウントフォールが有効であるのが大きな相違点。プロレスが格闘技に近づくのではなく総合格闘技経験者がプロレスに参入しやすくするルールのためフォールが大きなポイントを握っている。勝村はプロレスラーの強さを引き出すという意味で「新日本プロレスに誠心会館が乗り込んできたときのヒリヒリする感じ」を出す場所だと例えている。以降、月闘ブランドの大会だけならず総合格闘家やブラジリアン柔術家の初参戦時に、このルールを適用している。

## ルール
- 3分3ラウンド。
- 3カウント（両肩がマットについた状態でレフェリーが3カウント数えた場合）。
- KO（打撃を受けた選手が足裏以外をマットにつけ立つことができないダウン状態が10カウント続いた場合または1ラウンドに2回ダウンした場合）。
- ギブアップ（関節技や絞め技を受けている選手が降参の意思表示をした場合またはロープエスケープを1ラウンドに2回した場合）。関節技や絞め技が入った状態で受けている選手がロープを掴んだ場合その技を解いてスタンド状態からの再開となる。
- TKO（レフェリーが試合の続行を危険と判断した場合または攻撃を受けている選手のセコンドがタオルを投入し棄権の意思表示をした場合）。
- 判定（時間切れの場合はダウン、ロープエスケープの少ないほうが勝者となる。同数の場合は引き分け[5]）。
- 反則失格（反則の内容が悪質だったり、きわめて危険であった場合はレフェリーの判断により即刻反則負けとなる）。

タッグマッチ
- 15分1ラウンド。
- チーム合計の持ち点を5点としてダウンやロープエスケープの合計が5回（5点）を先に数えたチームの敗退とする。

反則
- タイツなどの着衣を掴む行為。但し道着は掴むことが認められる。
- グローブをしていない者のパンチ、レガースをしていない者のキック。
- 肘打ち。
- 頭突き。
- 金的、下腹部への攻撃。
- グラウンド状態（一方の選手の足の裏以外がマットについた状態）でのあらゆる打撃。
- 場外逃避または相手を場外へ落とす行為。
- 指へのあらゆる攻撃。
- 噛み付く、爪で引っかく行為。
- 目、鼻の穴、耳の穴、口の中に指を突っ込む。
- ロープ、コーナーマットを利用したあらゆる攻撃。

## 主要参戦選手
- 勝村周一朗